# The Lost Chords
Ne doit pas être confondu avec la chanson d'Arthur Sullivan The Lost Chord.
Albums de Carla Bley
Looking for America
(2003) Appearing Nightly
(2007)
The Lost Chords est un album live de la pianiste et compositrice de jazz américaine Carla Bley avec Andy Sheppard, Steve Swallow et Billy Drummond (en), sorti en 2004 chez Watt/ECM.
En 2007, le groupe sort un deuxième album avec le trompettiste italien Paolo Fresu intitulé The Lost Chords find Paolo Fresu.

## À propos de la musique
Au cours des années 1990, Bley forme un trio avec Andy Sheppard et Steve Swallow, dont le premier album, Songs with Legs, sort en 1994. Bley, habituée au rôle de compositrice et d'arrangeuse se retrouve alors dans la position inconfortable de pianiste soliste. Elle semble s'être habituée à ce rôle dans les années 2000, laissant libre cours à son pianisme singulier, dépouillé, évoquant le jeu de Thelonious Monk,. Pour le critique du Guardian John Fordham, The Lost Chords évoque d'ailleurs les derniers enregistrements du quartet de Monk, et par moments le groupe de Stan Tracey des années 1960, avec Bobby Wellins, « dans l'approche elliptique de la mélodie, dans l'interdépendance de fragments mélodiques et rythmiques dispersés avec désinvolture, et dans l'interaction ludique du piano et du saxophone ».
Le nom du groupe vient d'une pièce d'Arthur Bliss intitulée The Lost Chord («l'accord perdu »), que Bley a joué enfant, déçue de n'y trouver que des harmonies plutôt ordinaires. Elle est en tout cas souvenue de l'expression quand il a fallu trouver un nom au groupe. L'album a été enregistré en 2003 lors de la tournée européenne du quartet.

## À propos des morceaux
L'album s'ouvre avec une suite d'inspiration hard bop, blues et post-bop en trois parties, basée sur la comptine Three Blind Mice, auquel Bley donne différents éclairages. Wink Leak, dans la deuxième partie, évoque Philip Glass et la musique répétitive.
Hip Hop, un morceau plutôt anguleux et dissonant, illustre l'humour de Bley et manifeste l'influence du blues funky de Horace Silver ou Bobby Timmons, voire des groupes électriques de Miles Davis. À l'origine écrit pour big band, il a d'abord été joué en trio.
Tropical Depression est un morceau que Bley a écrit en 1985 pour un petit opéra tiré d'Au-dessous du volcan de Malcolm Lowry, auquel devait participer Jack Bruce.
Red est nommé d'après un poulet auquel s'est attaché Bley ; elle s'amuse de ne pas arriver à en jouer la mélodie au piano.
La suite Lost Chords est « une des pièces lyriques les plus belles écrites par Bley ». Elle traverse les territoires de la ballade, de la pop ou du jazz modal. Ironiquement, Bley a commencé à esquisser des accords pour cette pièce, après un concert, sur un bout de papier qu'elle a perdu.

## Réception critique
La critique salue l'album (PopMatters, The New York Times). Pour Thom Jurek (AllMusic), « la profondeur de l'entente entre les musiciens est merveilleuse, et vu l'aisance que les musiciens ont entre eux, l'impression d'évidence est communiquée à l'auditeur ». Pour Tyran Grillo, « à chaque moment, Bley fait preuve de son talent à trouver la note juste, sans se mettre en retrait ni exagérer son rôle. C'est une compositrice extraordinaire, et une interprète qui sait utiliser ses camarades à leur juste valeur ».

## Liste des pistes
Toute la musique est composée par Carla Bley.
| No | Titre                                            | Durée |
| -- | ------------------------------------------------ | ----- |
| 1. | 3 Blind Mice I. 3 Blind Mice                     | 5:29  |
| 2. | 3 Blind Mice II. Wink Leak/Traps/Leonard Feather | 5:30  |
| 3. | 3 Blind Mice III. The Maze/Blind Mice Redux      | 4:13  |
| 4. | Hip Hop                                          | 7:42  |
| 5. | Tropical Depression                              | 7:37  |
| 6. | Red                                              | 6:01  |
| 7. | Lost Chords I                                    | 9:07  |
| 8. | Lost Chords II                                   | 4:23  |
| 9. | Lost Chords III                                  | 3:37  |

## Musiciens
- Carla Bley : piano
- Andy Sheppard : saxophone ténor
- Steve Swallow : guitare basse
- Billy Drummond (en) : batterie